# Macropoma
Macropoma (лат.) — род лопастепёрых рыб семейства латимериевых (Latimeriidae) отряда целакантообразных (Coelacanthiformes), вымерший в конце мелового периода, 75—70 миллионов лет назад. Этот род является наиболее близким к единственному ныне живущему роду подкласса целакантов — латимерии (Latimeria).
Macropoma обитали в морях, строением очень напоминали латимерий, но были значительно меньше (в среднем 50—55 сантиметров в длину).
Ископаемые остатки Macropoma найдены на территории Великобритании и Чехии.

## Виды
- † Macropoma lewesiensis
- † Macropoma mantelli
- † Macropoma praecursor
- † Macropoma willemoesii